# Atravessa a Vida
Atravessa a Vida é um filme brasileiro de 2021, do gênero documentário, dirigido por João Jardim, produzido pela Copacabana Filmes e coproduzido pela Globo Filmes, GloboNews e Curta!. O filme foi lançado em 14 de janeiro de 2021.

## Sinopse
Enquanto alunos do 3º ano do ensino público do interior do Sergipe se preparam para a prova que pode determinar o resto de suas vidas, o documentário retrata as angústias e os prazeres da adolescência através de seus gestos, inquietações e conquistas.